# Strepera versicolor
Strepera versicolor là một loài chim trong họ Cracticidae. là loài bản địa miền nam Australia, bao gồm Tasmania. Một trong ba loài loài thuộc chi Strepera, loài này có liên quan chặt chẽ với loài chim đồ tể và chim sẻ Úc thuộc họ Artamidae. Chúng là loài chim lớn giống như con quạ, trung bình dài khoảng 48 cm (19 in), với tròng vàng, và mỏ nặng, và bộ lông sẫm màu với những vệt trắng và cánh. Chim trống và chim mái có ngoại hình giống nhau. Sáu phân loài được công nhận và được phân biệt bởi màu lông tổng thể, bao gồm từ màu xám đá phiến cho đề cử từ New South Wales và phía đông Victoria và phân loài plumbea từ Tây Úc, để tạo ra màu đen cho đường cong uốn lượn của Tasmania và phân loài halmaturina.
Trong phạm vi phân bố, loài chim này ít di cư, mặc dù nó là chúng có di chuyển vào mùa đông ở góc đông nam của Úc. Người ta ít nghiên cứu về loài này, phần lớn hành vi và thói quen của loài này ít được biết đến. Đây là loài ăn tạp, chế độ ăn bao gồm nhiều loại quả mọng, động vật không xương sống và động vật có xương sống nhỏ. Chúng ít sống trên cây hơn hai loài trong chi, chúng dành nhiều thời gian tìm kiếm thức ăn trên mặt đất. Chúng xây dựng tổ cao trên cây, điều này đã hạn chế việc nghiên cứu thói quen sinh sản của loài chim này. Không giống như họ hàng phổ biến hơn của nó, loài này đã thích nghi kém với tác động của con người và đã giảm trong phần lớn phạm vi phân bố. Môi trường sống bao gồm tất cả các loại khu vực có rừng cũng như bụi rậm trong các khu vực khô hơn của đất nước.